# Errol Barrow
Errol Walton Barrow (n. Saint Lucy, 21 de enero de 1920 - Bridgetown, 1 de junio de 1987) fue un abogado, jurista y estadista barbadense que ejerció como jefe de gobierno de Barbados desde 1961 hasta 1976, y nuevamente desde 1986 hasta 1987. Fue el tercer premier democráticamente electo de la entonces colonia británica y, tras la independencia el 30 de noviembre de 1966, pasó a ser el primer primer ministro del moderno estado soberano de Barbados. Fue miembro fundador y líder del Partido Democrático Laborista o DLP, una de las principales formaciones políticas del país insular.
Nacido en una familia de activistas políticos y civiles en la parroquia de Saint Lucy, al norte de Barbados, Barrow tuvo una carrera académica destacada hasta que interrumpió sus estudios para alistarse en la Royal Air Force de cara a la Segunda Guerra Mundial, durante la cual participó en varias misiones operativas. Al término del conflicto retomó su carrera estudiando derecho en Inns of Court al mismo tiempo que asistió a la Escuela de Economía de Londres, obteniendo ambos títulos en 1949 y 1950, después de lo cual retornó definitivamente a su isla natal. Al año siguiente se afilió al Partido Laborista de Barbados, disputó las primeras elecciones bajo sufragio universal de la colonia y resultó electo miembro de la Cámara de la Asamblea por la parroquia de Saint George. De corte socialdemócrata y populista, Barrow se mostró descontento con el liderazgo del primer premier barbadense electo, Grantley Herbert Adams, cuyo enfoque de cara a la independencia de la colonia y los derechos de la población negra consideraba «conservador». Abandonó finalmente el BLP a finales de 1954 y en 1955 participó en la fundación del Partido Democrático Laborista. Luego de sufrir una decepcionante derrota en las elecciones de 1956, en las que perdió su escaño, Barrow disputó una elección parcial en Saint John en 1958 y obtuvo un holgado triunfo. Representaría dicha circunscripción por siete mandatos consecutivos hasta su muerte.
Barrow se convirtió en líder del DLP tras la muerte de Charlie Broome en 1959 y condujo al partido a una victoria estrecha en las siguientes elecciones generales, convirtiéndose en el tercer premier de Barbados, cargo para el que fue juramentado el 4 de diciembre de 1961. El gobierno del DLP logró acordar una independencia negociada con el Reino Unido y Barbados se convirtió en un estado completamente independiente el 30 de noviembre de 1966, cambiando Barrow su cargo de premier por el de primer ministro. Ese mismo año el partido gobernante obtuvo una amplia victoria electoral, accediendo a un segundo mandato. El gobierno de Barrow aceleró el desarrollo industrial, expandió la industria turística para reducir la dependencia económica de la isla del cultivo de azúcar, introdujo el Seguro Nacional de Salud y el Seguro Social e instauró la educación secundaria gratuita. En el plano exterior, fomentó la integración regional, cofundó la CARICOM y adhirió a Barbados a la OEA. Sus opositores criticaron un alto nivel de desempleo, una fuerte inflación y un elevado nivel de corrupción gubernamental hacia el final de su administración. Barrow condujo al DLP a una tercera victoria en 1971 antes de finalmente ser derrotado por el BLP en 1976, con Tom Adams como líder.
Luego de un breve período de liderazgo de Frederick G. Smith, Barrow retornó a la presidencia del DLP en julio de 1978, asumiendo como líder de la Oposición oficial en el Parlamento, cargo en el que se mantuvo a pesar de sufrir el partido una contundente derrota en 1981. Barrow se perfiló como un enfático opositor a la invasión de Granada por parte de los Estados Unidos en 1983, durante la cual el ejército estadounidense había disfrutado del apoyo territorial del gobierno de Adams. Con la muerte de este en 1985 y su reemplazo por Bernard St. John, Barrow encabezó una campaña ruidosa y lideró al DLP en lo que fue la victoria más aplastante de su historia en 1986, retornando al cargo de primer ministro y convirtiéndose, hasta la fecha, en la única persona que a ocupado la posición en dos ocasiones no consecutivas. Su último mandato se caracterizó por un enfriamiento en las relaciones con los Estados Unidos y un acercamiento al Reino Unido y Canadá. Sometido a un intenso estrés que debilitó su salud, Barrow falleció tan solo un año y cuatro días después de su regreso al poder, el 1 de junio de 1987. Fue sucedido por Lloyd Erskine Sandiford.
Considerado el «Padre de la Independencia de Barbados», Barrow es elogiado en el Caribe anglófono como un referente histórico en la defensa de la democracia parlamentaria, la emancipación negra y la integración caribeña. En su país ostenta la distinción póstuma de héroe nacional y el consecuente título de «El Justo Excelente» (The Right Excellent) otorgado por una ley del Parlamento el 28 de abril de 1998, el día de su cumpleaños se considera festivo y su rostro está impreso en el billete de 50 dólares barbadenses. El quincuagésimo aniversario de la independencia de Barbados, en 2016, coincidió con la publicación de un libro sobre su trayectoria, cuya introducción destacó que Barrow «encontró Barbados como una colección de aldeas y la transformó en una nación orgullosa».